# A-SIDE
A-SIDE（エー・サイド）は日本のロックバンドである。1998年結成。メンバーの脱退・活動休止を経て2002年に再結成。2007年ユニバーサルミュージックよりメジャーデビュー。

## メンバー
- Issyo（ボーカル・ギター）猫好きのわがまま
- Naoki（ドラム・コーラス）極度のマイペース
- Ray（ベース・コーラス）現在、全ライブにおけるサポートを行う。新作Recにも参加。若い頃は痩せていた。

## サポートメンバー
- 金子　洋（ベース　モノクロックレコ発ツアーサポート）
- みんた（ベース　モノクロックレコーディングサポート）
- りゅうちゃん（ベース　疾走ロックレコーディング＆モノクロックサポート）
- おしょう（ベース　疾走ロックレコ発ツアーサポート）

## 旧メンバー
- Ryu（ドラム・コーラス　初期メンバー　1st demo〜サンサンサマー）
- Shoichi Matsushima（ギター　サンサンサマー〜peace）
- Ray（ベース　初期メンバー　1st Demo）
- KO（ギター　1st demo）
- Tei-Zo（ベース・コーラス　1st demo〜アナログッド）
- みのる（ギター）
- 課長（ドラムス）

## ディスコグラフィー

### アルバム
1. 疾走ロック（2006年8月4日）Spiral Arts/PINK SPOOKY
  1. 少年
  2. 逢いたくて
  3. 指先の銃で撃ち墜とす
  4. アナログッド
  5. Jet Machine(Rough Mix)
2. モノクロック/Monoch-Rock（2007年8月8日）　BOWWOW斉藤光浩がサウンドプロデュースを手がけた作品。
  1. 逢いたくて
  2. Glory Days
  3. Cry Me
  4. 電池に気をつけろ！